# Tonnerre Yaoundé
Tonnerre Kalara Club de Yaoundé, bekannter unter dem Namen Tonnerre Yaoundé, ist ein Fußballverein in Yaoundé, Kamerun.
Der 1934 gegründete Verein feierte in den 1980er Jahren seine größten Erfolge, als fünfmal der Sieg der Meisterschaft gelang. Darüber hinaus gelang dem Verein achtmal in seiner Geschichte der Einzug ins nationale Pokalfinale, fünfmal verließ man als Sieger den Platz. 1975 wurde der afrikanische Pokal der Pokalsieger gegen Stella Club Adjamé gewonnen.
Die in den Vereinsfarben Schwarz und Weiß spielende Mannschaft trägt ihre Heimspiele im Ahmadou-Ahidjo-Stadion aus, das 38.720 Zuschauern Platz bietet.

## Spieler
- Roger Milla (1974–1977, 1990–1994)
- George Weah (1987–1988)
- Japhet N’Doram (1988–1989)
- Rigobert Song (1993–1994)

## Erfolge
- Meisterschaft: 1981, 1983, 1984, 1987, 1988

- Kamerunischer Fußballpokal:
  - Sieger: 1958, 1974, 1987, 1989, 1991
  - Finalist: 1963, 1990, 1994

- Afrikanischer Pokal der Pokalsieger:
  - Sieger: 1975
  - Finalist: 1976

- Pokal der CAF
  - Finalist: 2002